# Andrea Velasco
Andrea María Velasco Alessandri (7 de diciembre de 1981) es una actriz y cantante chilena que protagonizó la trilogía cinematográfica Qué pena tu vida. Actualmente reside en Estados Unidos.

## Biografía

### Familia
Es hija de Rodrigo Velasco Santelices y de Magdalena Alessandri Cohn.
Por el lado de su madre es nieta de Arturo Alessandri Besa (1923-2022), exsenador del Partido Nacional y excandidato presidencial en 1993. Es integrante de la familia Alessandri, siendo tataranieta del expresidente Arturo Alessandri Palma y sobrina bisnieta del también expresidente Jorge Alessandri Rodríguez. 
Por parte paterna es nieta del abogado radical Eugenio Velasco Letelier (1918-2001) y sobrina del economista Andrés Velasco Brañes, quien fue ministro de Hacienda y precandidato presidencial en 2013.

### Carrera
Estudió Canto e Interpretación desde los 12 años. Al terminar el colegio, entró a la Universidad Finis Terrae para estudiar Arte por las mañanas y Actuación por las noches.
Se hizo conocida por su rol de Ángela De María en la película de Nicolás López Qué pena tu vida y posteriormente en Qué pena tu boda y Qué pena tu familia las comedias más vistas en Chile el año 2010 , 2011 y 2013 y primera trilogía de comedia romántica en Latinoamérica. Con la segunda película fue nominada a los Premios Altazor como "Mejor Actriz de Cine" y fue elegida como una de los "100 Jóvenes Líderes Chilenos" en el Área de Cultura por el Centro de Liderazgo Estratégico de la Universidad Adolfo Ibáñez y Diario el Mercurio.
En 2013 pasó a ser parte del Área Dramática de TVN Televisión Nacional de Chile, destacando en 2014 su rol de Denisse Moya en la telenovela nocturna de suspenso Vuelve temprano de Daniella Castagno.
En el año 2015 protagonizó a la mamá selfie, una madre de gemelas, quienes fueron concebidas a raíz de una inseminación del famoso donante 7. Hablamos de la comedia "Matriarcas" de TVN.
Actualmente está radicada en Estados Unidos donde desarrolla su carrera como actriz. Protagonizó el cortometraje "Desde el principio", disponible en la plataforma HBO On Demand.

## Filmografía

### Cine
| Año  | Película            | Personaje                      | Director      | Premios                                          |
| ---- | ------------------- | ------------------------------ | ------------- | ------------------------------------------------ |
| 2010 | Qué pena tu vida    | Ángela de María (Protagonista) | Nicolás López |                                                  |
| 2011 | Qué pena tu boda    | Ángela de María (Protagonista) | Nicolás López | Nominada Mejor Actriz Cine, Premios Altazor 2012 |
| 2013 | Qué pena tu familia | Ángela de María (Protagonista) | Nicolás López |                                                  |
| 2016 | Lo Siento Laura     | Laura (Protagonista)           | Jorrit Smink  | Mejor Comedia, Texas Latin Film Festival 2016    |
| 2016 | Qué pena tu serie   | Angela de María (Protagonista) | Nicolás López | Edición especial serie para Netflix              |

| Año  | Cortometraje       | Personaje          | Director            |
| ---- | ------------------ | ------------------ | ------------------- |
| 2012 | Ema                | Ema (Protagonista) | Jean-Marc Simonneau |
| 2017 | Desde el principio | Ana (Protagonista) | Miguel J. Soliman   |

### Teleseries
| Año        | Teleseries      | Personaje                  | Rol             | Canal       |  |
| Teleseries |                 |                            |                 |             |  |
| 2011       | Témpano         | Isidora Guerrero           | Recurrente      | TVN         |  |
| 2011       | Peleles         | Valentina Tagle            | Secundario      | Canal 13    |  |
| 2012       | La Sexóloga     | María José "Coté" Castillo | Secundario      | Chilevisión |  |
| 2013       | Solamente Julia | Isabel Larraín             | Antagonista     | TVN         |  |
| 2014       | Vuelve Temprano | Denise Moya                | Secundario      | TVN         |  |
| 2015       | Matriarcas      | Juliana Flores             | Co-Protagonista | TVN         |  |

### Series y Unitarios
| Series de televisión | Series de televisión  | Series de televisión | Series de televisión | Series de televisión                |
| Año                  | Serie                 | Rol                  | Canal                | Notas                               |
| -------------------- | --------------------- | -------------------- | -------------------- | ----------------------------------- |
| 2007                 | Casado con hijos      | Amiga de Titi        | Mega                 |                                     |
| 2007                 | Tres son Multitud     |                      | Mega                 |                                     |
| 2008                 | Aída                  | Teresa               | TVN                  |                                     |
| 2008                 | Mi primera vez        | Paloma               | TVN                  | Temporada 1, Episodio «Mateo»       |
| 2009                 | Mis años grossos      | Coni Bustamante      | Chilevisión          | Coprotagónico                       |
| 2009                 | Teatro en Chilevisión | Adriana              | Chilevisión          | Episodio «¿Dónde está mi Guaguita?» |
| 2010                 | La Colonia            | Agustina             | Mega                 |                                     |
| 2010                 | El Lagarto            | Macarena             | Via X                |                                     |
| 2014                 | Pulseras rojas        | Carola               | TVN                  |                                     |

## Teatro
- Noche de Reyes (2005) como Festes.
- Ubu Rey (2006) como Madre Ubú.
- El Principito (2008) como El Principito.
- Dirección de El Sobre Azul (2009), ganador de Fondo Nacional de la Cultura y las Artes, FONDART (Chile).
- Patio (2011) como Victoria, Compañía de Teatro "La Nuestra", Festival Internacional de Teatro de Providencia (Chile).
- Los Invasores (2012) como Marcela, autor Egon Wolff, proyecto ganador de Fondo Nacional de la Cultura y las Artes Bicentenario, FONDART (Chile).

## Música
- Voz, "Take Your Time" EP de Zebra 2016
- Voz, letra, música y coproducción en su primer EP solista "Piñata" 2015[14][15]
- Voz, "Rey del Kazoo" del álbum "Coming Soon" de Red Jesus. 2014
- Coros, Yo Soy Pérez 2009 - 2010
- Voz, Andrea Velasco Cuarteto 2008 - 2010
- Voz, letra y música en Pasajeros 2008 - 2009 junto a Fernando Marín
- Voz, Contrabando 2005 - 2006

### Discografía
| Álbumes de estudio - 2015: "Piñata" | Sencillos - 2014: "De Paseo" | Colaboraciones y Remixes - 2013: "Rey del Kazoo", Red Jesus - 2016: "Take your time", Zebra 93 - 2016: "Side by side", Zebra 93 - 2016: "Take your time", Zebra (Virtual Memory Virus Remix) |

## Premios
- Ganadora de “Diploma al Mérito” por su rendimiento destacado en la Escuela de Teatro de la Universidad Finis Terrae (Chile) (2001)
- Dramaturga ganadora en el IV Concurso de Dramatugia Breve (Chile) (2003) obra Crucidrama.[16]
- Dramaturga ganadora de Mención Honrosa en el XIII Concurso de Dramatugia Nacional (Chile) (2007) obra El Sobre Azul.
- Ganadora de Fondo Nacional de la Cultura y las Artes, FONDART (Chile) (2009) obra El Sobre Azul.
- Elegida líder en área de cultura en "100 Líderes Jóvenes (2011)", otorgado por el Centro de Liderazgo Estratégico de la Universidad Adolfo Ibáñez y Diario el Mercurio.
- Nominada a premio Mejor Actriz de Cine por su papel en "Que Pena Tu Boda", Premios Altazor 2012, Santiago de Chile.
- Nominada a premio Artista Revelación por su sencillo "De Paseo", parte de su disco debut "Piñata", Premios de la Música Chilena "Pulsar" (2015), Santiago de Chile.
- Mejor película de comedia, ganadora con “Lo Siento Laura” de Jorrit Smink protagonizada por Andrea. Texas Latin Film Festival (Festival de Cine Latino Americano FDCLA), USA. (2016)
- Mejor actriz en cortometraje, ganadora por su rol en “Desde el Principio” de Miguel J. Soliman. The Westfield International Film Festival, New Jersey, USA. (2017)[17]
- Mejor Cortometraje", ganador "Desde el Principio" de Miguel J. Soliman, protagonizado por Andrea. HBO NYLFF, HBO New York Latino Film Festival, NY, USA. (2017)